# Sportmaster
Sportmaster er en kapitalkæde af butikker, der sælger sportstøj og sportsudstyr. 
Kæden blev grundlagt i 1979 som en frivillig kæde af sportsbutikker. I begyndelsen markedsførte butikkerne sig under indehaverens lokale navn - med binavnet DIFA SPORT. I 2012 blev kæden omdannet til en kapitalkæde i forbindelse med et salg til kapitalfonden Nordic Capital Fund. I 2018 købte investeringsbanken Goldman Sachs sig ind i kapitalfonden, der via et selskab på Jersey, Cidron United C.L., ejer kædens danske holdingselskab, Sport Nordic Holding ApS 
Sportmaster er i dag Danmarks største sportskæde[kilde mangler] med med mere end 100 landsdækkende sportsbutikker. 